# Каракайське
Карака́йське (каз. Қарақай) — село у складі Жетисайського району Туркестанської області Казахстану. Адміністративний центр Каракайського сільського округу.
У радянські часи село називалось Отділення № 3 совхоза Красна Звезда.
Населення — 1351 особа (2021; 1535 у 2009, 1311 у 1999, 1073 у 1989).